# Henri Belle
Henri Belle (Douala, 25 gennaio 1989) è un calciatore camerunese, attaccante del Three Star.

## Caratteristiche tecniche
Ala destra, può giocare nello stesso ruolo sulla fascia opposta o come centravanti.

## Carriera

### Club
Nel 2010 è ceduto in prestito in Svezia e, a prestito concluso, l'Union Douala lo cede ai croati dell'Istra 1961. Dopo una stagione e mezza, l'RNK Spalato ne rileva le prestazioni in cambio di 235000 €. Con la sua nuova squadra riesce a disputare 7 incontri di Europa League.

### Nazionale
Per il Mondiale brasiliano 2014, l'RNK Spalato riceve una lettera di convocazione per Belle nella selezione camerunese e il calciatore, dopo aver organizzato una conferenza stampa e aver festeggiato l'evento, vola in Austria per la preparazione: purtroppo per lui era uno scherzo.